# Saxifrage du Piémont
Saxifraga pedemontana
Espèce
La Saxifrage du Piémont (Saxifraga pedemontana) est une espèce de plantes vivaces de la famille des Saxifragacées.